# Luxembourg aux Jeux olympiques d'été de 2004
Le Luxembourg participe aux Jeux olympiques d'été de 2004 à Athènes en Grèce du 13 au 29 août 2004. Il s'agit de sa 21e participation à des Jeux olympiques d'été.

## Athlétisme
Le Luxembourg aligne David Fiegen aux épreuves d'athlétisme.

## Cyclisme
Le Luxembourg aligne Benoît Joachim, Kim Kirchen et Fränk Schleck aux épreuves de cyclisme.

## Natation
Un nageur et une nageuse luxembourgeois participent aux Jeux olympiques.

## Tennis
Le Luxembourg est représenté dans les compétitions de tennis féminin par Claudine Schaul et Anne Kremer.

## Tir à l'arc
Le Luxembourg est représenté dans les compétitions de tir à l'arc par Jeff Henckels.

## Triathlon
Liz May est la représentante luxembourgeoise dans la discipline.